# Arenasella rubrovittata
Arenasella rubrovittata är en insektsart som beskrevs av Schmidt 1932. Arenasella rubrovittata ingår i släktet Arenasella och familjen Tropiduchidae. Inga underarter finns listade i Catalogue of Life.